# Macrostemum hyalinum
Macrostemum hyalinum is een schietmot uit de familie Hydropsychidae. De soort komt voor in het Neotropisch gebied.